# CBS Reality
CBS Reality — европейский платный телеканал принадлежащий компании Paramount Global, который транслируется в Европе и в Африке. Телеканал транслирует реалити шоу ориентированые на аудиторию в возрасте от 18 до 37 лет.   
До 3 января 2024 года транслировался в СНГ и Ближнем Востоке.

## История
Канал был запущен под названием Reatity TV 1 декабря 1999 года как совместное предприятие UPCtv и Zone Vision.
В 2005 году компания Liberty Global, владелец UPC, купила Zone Vision. В 2006 году они решили вывести все свои каналы под единый бренд «Zone». Reality TV стал Zone Reality, Reality Extra в Великобритании стал Zone Reality Extra.
1 августа 2012 года Chellomedia сообщила, что европейская версия Zone Reality будет переименована в CBS Reality. В Европе Zone Reality был переименован 3 декабря 2012 года.
2 февраля 2014 года AMC Networks приобрела Chellomedia, позже 8 июля 2014 года Chellomedia была переименована в AMC Networks International . 4 ноября 2020 года она была переименована в компанию Chellomedia, владельцем ViacomCBS.

## CBS Reality в СНГ
С 1 Декабря 1999 года начинает вещание «Zone Reality» в странах СНГ на российской спутниковой платформе «НТВ-Плюс», тогда дистрибьютором выступал «Chello Zone».
3 Декабря 2012 года канал провёл ребрендинг и был переименован в «CBS Reality». На тот момент дистрибьютором в странах СНГ являлся «Universal Distribution».
1 июня 2022 года телеканал прекратил вещание в России, вещание в соседних странах продолжилось.
3 января 2024 года телеканал прекратил вещание в СНГ.